# Old And Wise: Greatest Hits
Old And Wise: Greatest Hits è la prima raccolta da solista di Alan Parsons, pubblicata nel 2004 dalla Landmark Records.

## Descrizione
È la prima raccolta, dopo lo scioglimento del The Alan Parsons Project nel 1990, dove sono presenti solo brani da album e live di Alan Parsons da solista, la raccolta è suddivisa in due CD. I brani del CD 1 sono estratti dall'album dal vivo Live, registrati durante un concerto del maggio 1994. I brani del CD 2 son estratti dall'album The Time Machine del 1999.
La quantità di brani estratti da ogni album è la seguente:
- 12 da Live del 1994 (Album completo)
- 13 da The Time Machine del 1999 (Album completo)

Nella raccolta vi sono otto brani strumentali.

## Tracce

### Disco 1
Testi e musiche di Alan Parsons e Eric Woolfson; edizioni musicali Landmark Records.
1. Sirius (Eye in the Sky - 1982) – 2:25 – Strumentale
2. Eye In The Sky (Eye in the Sky - 1982) – 5:09
3. Luciferama (Eve - 1979 • Eye in the Sky - 1982) – 5:04 – Strumentale
4. Old And Wise (Eye in the Sky - 1982) – 5:02
5. Psychobabble (Eye in the Sky - 1982) – 5:30
6. The Raven (Tales of Mystery and Imagination - Edgar Allan Poe - 1976) – 5:58
7. Time (The Turn of a Friendly Card - 1980) – 5:11
8. You're Gonna Get Your Fingers Burned (Eye in the Sky - 1982) – 4:27
9. Prime Time (Ammonia Avenue - 1984) – 5:27
10. Limelight (Stereotomy - 1986) – 4:48
11. Don't Answer Me (Ammonia Avenue - 1984) – 4:28
12. Standing On Higher Ground (Gaudi - 1987) – 5:29

Durata totale: 58:58

### Disco 2
Edizioni musicali Miramar Records e CNR Music.
1. The Time Machine (Part 1) (Strumentale) – 4:54 (Stuart Elliott) – Tastiere e batteria: Stuart Elliott • Chitarre: Ian Bairnson • Tastiere: Richard Cottle • Arrangiamento orchestrale: Andrew Powell
2. Temporalia (Strumentale) – 1:00 (Alan Parsons) – Tastiere: Alan Parsons • Narratore: Professore Frank Close
3. Out Of The Blue – 4:54 (Ian Bairnson) – Voce: Tony Hadley • Chitarre e tastiere: Ian Bairnson • Batteria e percussioni: Stuart Elliott • Basso: John Giblin • Tastiere: Robyn Smith • Cori: Chris Rainbow
4. Call Up – 5:13 (Ian Bairnson) – Voce: Neil Lockwood • Chitarre e sassofono: Ian Bairnson • Batteria: Stuart Elliott • Basso: John Giblin • Tastiere: Robyn Smith
5. Ignorance Is Bliss – 6:45 (Ian Bairnson) – Voce: Colin Blunstone • Chitarre e sassofono: Ian Bairnson • Batteria: Stuart Elliott • Basso: John Giblin • Pianoforte: Robyn Smith • Cori: Chris Rainbow • Arrangiamento orchestrale: Andrew Powell
6. Rubber Universe (Strumentale) – 3:51 (Ian Bairnson) – Tastiere, chitarre, basso, sassofono e mandolino: Ian Bairnson • Batteria: Stuart Elliott
7. The Call Of The Wild – 5:22 (Ian Bairnson) – Voce: Maire Brennan • Chitarre e tastiere: Ian Bairnson • Batteria: Stuart Elliott • Cornamusa del Northumberland: Kathryn Tickell • Fisarmonica diatonica: Julian Sutton • Arrangiamento orchestrale: Andrew Powell
8. No Future In The Past – 4:45 (Stuart Elliott) – Voce: Neil Lockwood • Chitarre: Ian Bairnson • Batteria e cori: Stuart Elliott • Basso: John Giblin • Tastiere: Robyn Smith • Organo: Alan Parsons • Cori: Chris Rainbow
9. Press Rewind – 4:20 (Stuart Elliott) – Voce: Graham Dye • Chitarre: Ian Bairnson • Batteria: Stuart Elliott • Basso: John Giblin
10. The Very Last Time – 3:42 (Ian Bairnson) – Voce: Beverly Craven • Pianoforte: Robyn Smith • Violino: Julia Singleton • Violino: Jackie Norrie • Viola: Claire Orsler • Violoncello: Dinah Beamish • Cori ed arrangiamento degli archi: Ian Bairnson
11. Far Ago And Long Away (Strumentale) – 5:14 (Ian Bairnson) – Chitarre, basso e tastiere: Ian Bairnson • Batteria: Stuart Elliott • Tastiere: Richard Cottle • Arrangiamento orchestrale: Andrew Powell
12. The Time Machine (Part 2) (Strumentale) – 1:48 (Stuart Elliott) – Tastiere e batteria: Stuart Elliott • Tastiere addizionali: Richard Cottle • Chitarre: Ian Bairnson
13. Dr. Evil Edit (Bonus Track) (Strumentale) – 3:23 (Stuart Elliott, Alan Parsons) – Tastiere e batteria: Stuart Elliott • Chitarre: Ian Bairnson • Tastiere: Richard Cottle • Arrangiamento orchestrale: Andrew Powell

Durata totale: 55:11